# 冬天里的春天
《冬天里的春天》是作家李国文的长篇小说，曾荣获1982年第一届茅盾文学奖。2019年9月23日，《冬天里的春天》入选“新中国70年70部长篇小说典藏”。

## 故事梗概
《冬天里的春天》以革命干部于而龙重返故乡石湖的三天两夜经历，追忆中国人民抗日战争、国共内战、建国后17年到“文化大革命”和粉碎“四人帮”长达40年的斗争生活。

## 主要人物
- 于而龙，贫苦渔民出身。后来出任石湖游击队队长、骑兵团长、大型军工厂厂长兼党委书记等。
- 王纬宇，三王庄的大户王敬堂的二儿子。后来出任石湖游击队参谋、副队长、南方某省文教厅厅长、工厂副厂长、工厂党委书记兼革命委员会主任等。
- 芦花，一个被倒卖的包身工，后来出任石湖游击队女指导员，是于而龙的妻子。